# Monchy-Humières
Monchy-Humières est une commune française située dans le département de l'Oise en région Hauts-de-France.

## Géographie

### Description
Monchy-Humière est un bourg rural picard de la vallée de l'Aronde situé à 8 km au nord-ouest de Compiègne, 47 km à l'est de Beauvais et à 73 km au nord-est de Paris.
La commune se trouve dans l'aire d'attraction de Compiègne, ainsi que dans sa zone d'emploi et dans son bassin de vie.

### Communes limitrophes
Les communes limitrophes sont  Antheuil-Portes, Baugy, Braisnes-sur-Aronde, Gournay-sur-Aronde, Montmartin et Remy.
| Gournay-sur-Aronde | Antheuil-Portes |          |
| Montmartin         | Monchy-Humières | Braisnes |
| Remey              | Baugy           |          |

### Géologie et relief
La superficie de la commune est de 7,80 km2 ; son altitude varie de 41  à   111 mètres. 

### Hydrographie

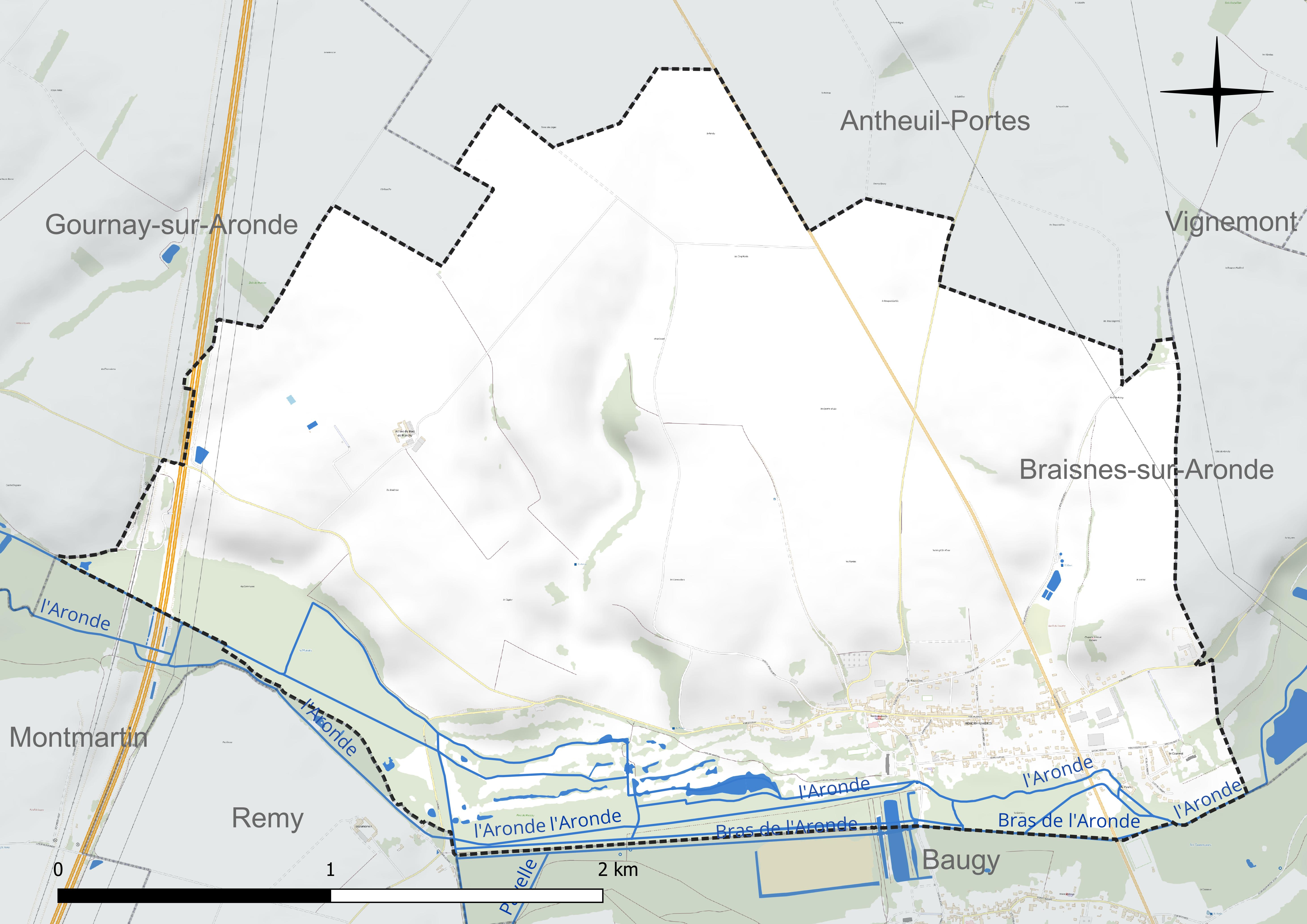
Réseau hydrographique de Monchy-Humières.

La commune se trouve à la confluence de la Payelle et de l'Aronde. Celle-ci est un affluent de l'Oise en rive droite, donc un sous-affluent de la Seine.
Une zone de marais de 8 ha utilisée comme tourbière dans les années 1950 puis en peupleraie jusqu'en 2011 entoure le cours d'eau. Depuis 2019, une expérimentation est organisée pour la faire entretenir par des buffles d'Asie,. 

### Climat
Pour des articles plus généraux, voir Climat des Hauts-de-France et Climat de l'Oise.
En 2010, le climat de la commune est de type climat océanique dégradé des plaines du Centre et du Nord, selon une étude du CNRS s'appuyant sur une série de données couvrant la période 1971-2000. En 2020, Météo-France publie une typologie des climats de la France métropolitaine dans laquelle la commune est exposée à un climat océanique et est dans la région climatique  Nord-est du bassin Parisien, caractérisée par un ensoleillement médiocre, une pluviométrie moyenne régulièrement répartie au cours de l’année et un hiver froid (3 °C).
Pour la période 1971-2000, la température annuelle moyenne est de 10,6 °C, avec une amplitude thermique annuelle de 15 °C. Le cumul annuel moyen de précipitations est de 673 mm, avec 11,2 jours de précipitations en janvier et 8,4 jours en juillet. Pour la période 1991-2020, la température moyenne annuelle observée sur la station météorologique la plus proche, située sur la commune de Margny-lès-Compiègne à 7 km à vol d'oiseau, est de 11,2 °C et le cumul annuel moyen de précipitations est de 633,5 mm,. Pour l'avenir, les paramètres climatiques de la commune estimés pour 2050 selon différents scénarios d'émission de gaz à effet de serre sont consultables sur un site dédié publié par Météo-France en novembre 2022.

### Milieux naturels et biodiversité
Le Conservatoire d’espaces naturels, associé à la reconversion du site du marais d'Humières, a mené un inventaire des espèces végétales et animales et fait abattre partie des peupliers pour favoriser la biodiversité. Le marais abrite en particulier le pigamon jaune, apprécié notamment par le périzome du pigamon, un papillon assez rare qui ne se trouve que sur des espaces répartis entre les Hauts-de-France, les Alpes et les Pyrénées. Le marais accueille également le vertigo des moulins, un escargot qui se nourrit d’algues, de champignons et de bactéries, ainsi que la libellule déprimée, sensible aux pollutions de l’eau et le bruant jaune,,.

## Urbanisme

### Typologie
Au 1er janvier 2024, Monchy-Humières est catégorisée bourg rural, selon la nouvelle grille communale de densité à sept niveaux définie par l'Insee en 2022.
Elle est située hors unité urbaine. Par ailleurs la commune fait partie de l'aire d'attraction de Compiègne, dont elle est une commune de la couronne,. Cette aire, qui regroupe 101 communes, est catégorisée dans les aires de 50 000 à moins de 200 000 habitants,.

### Occupation des sols

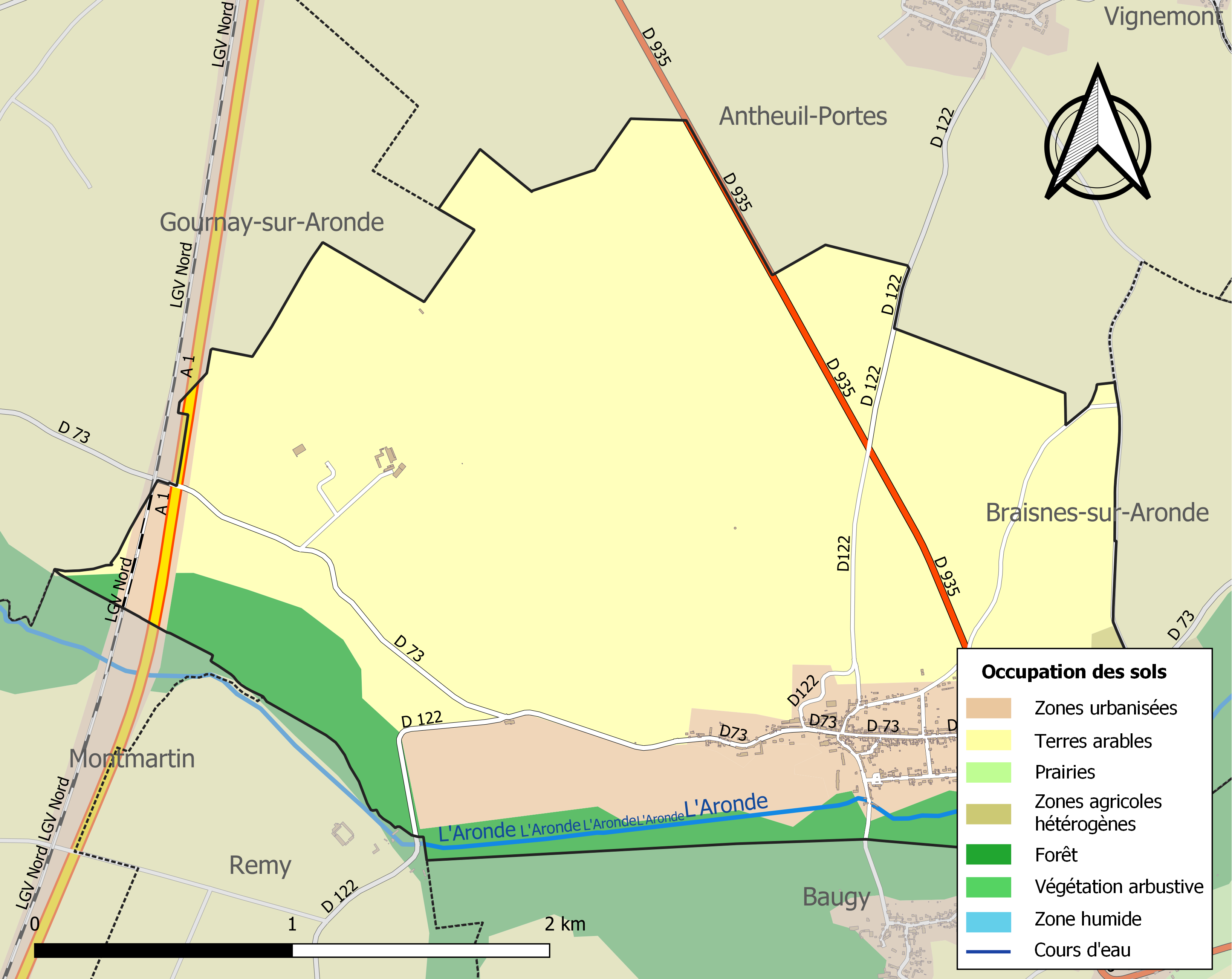
Carte des infrastructures et de l'occupation des sols de la commune en 2018 (CLC).

L'occupation des sols de la commune, telle qu'elle ressort de la base de données européenne d’occupation biophysique des sols Corine Land Cover (CLC), est marquée par l'importance des territoires agricoles (75,2 % en 2018), en diminution par rapport à 1990 (79 %). 
La répartition détaillée en 2018 est la suivante : terres arables (73 %), forêts (9,8 %), zones urbanisées (7,1 %), espaces verts artificialisés, non agricoles (6,1 %), zones agricoles hétérogènes (2,2 %), zones industrielles ou commerciales et réseaux de communication (1,7 %).
L'évolution de l’occupation des sols de la commune et de ses infrastructures peut être observée sur les différentes représentations cartographiques du territoire : la carte de Cassini (XVIIIe siècle), la carte d'état-major (1820-1866) et les cartes ou photos aériennes de l'IGN pour la période actuelle (1950 à aujourd'hui).

### Habitat et logement
En 2021, le nombre total de logements dans la commune était de 369, alors qu'il était de 338 en 2016 et de 312 en 2011. 
Parmi ces logements, 88,5 % étaient des résidences principales, 3,3 % des résidences secondaires et 8,2 % des logements vacants. Ces logements étaient pour 87,2 % d'entre eux des maisons individuelles et pour 12,3 % des appartements. 
Le tableau ci-dessous présente la typologie des logements à Monchy-Humières en 2021 en comparaison avec celle de l'Oise et de la France entière. Une caractéristique marquante du parc de logements est ainsi une proportion de résidences secondaires et logements occasionnels (3,3 %) supérieure à celle du département (2,4 %) mais inférieure à celle de la France entière (9,7 %). 
| Typologie                                               | Monchy-Humières | Oise | France entière |
| ------------------------------------------------------- | --------------- | ---- | -------------- |
| Résidences principales (en %)                           | 88,5            | 90,5 | 82,2           |
| Résidences secondaires et logements occasionnels (en %) | 3,3             | 2,4  | 9,7            |
| Logements vacants (en %)                                | 8,2             | 7    | 8,1            |

### Voies de communication et transports
La commune est traversée à l'ouest par l'autoroute A1, dont la sortie la plus proche est à Ressons-sur-Matz, et par la LGV Nord.
Monchy-Humières est desservi par le tracé initial de l'ancienne route nationale 35 (actuelle RD 935).
La commune est desservie, en 2023, par les lignes 663, 6303 et 6334 du réseau interurbain de l'Oise.

## Toponymie
Le nom de la localité est attesté sous les formes et viam de Monchi (1159) ; ad Monci (1190) ; Monchiacum super Harundam (1238) ; prope Monchiacum petrosum (1241) ; Monchy l’abbaye (1242) ; Monchiacum petrosum super Arundam (1253) ; Munciacum super Harundem (vers 1260) ; Monchiacus petrosus (XIIIe) ; la ville de Monci le perreus (1292) ; Munciacum petrosum (1310) ; Moncy (1311) ; Moncy le perreux (1373) ; Monchy sur aronde (XIVe) ; eccl. de Monchiaco petroso (XVe) ; Monchy Humieres (vers 1500) ; Monchi le perreux (1510) ; Monchy le perreulx (1514) ; Moncy le Pereux (1515) ; Monchy le perreux (1550) ; Monchi le pierreux (1570) ; Monssy le perreux (1581) ; Monci (vers 1590) ; Moussi le pereux (1595) ; Monchi sur Aronde (XVIe) ; Monchy le Pereux (1667) ; l’abbaye de Monchy le perreux (1683) ; Mouchy (XVIIe) ; Monci le perreux (XVIIIe) ; Monchy-Humières (1840).

Le nom de Monchy dériverait d'un nom de domaine gallo-romain, Monciacum ou Montiacum.
Toutefois, la légende locale renvoie le nom du lieu à Monchiacum Petrosum en 1253, “le domaine des moines de Pierre” qui deviendra Monchi le perreux en 1510, ce suffixe étant remplacé lorsque le maréchal d’Humières, devenu propriétaire des lieux, y ajoute son nom.

Le nom d'Humières désigne un endroit planté d'ormes.

## Histoire

### Moyen Âge
A l'époque mérovingienne, le site est défriché et mis en valeur par les moines de l’abbaye Saint-Pierre de Corbie, qui y disposaient d'un vaste domaine.
Une motte féodale est implantée au sommet de la colline au XIIe siècle par la famille de Roye pour surveiller le passage de l’Aronde.
Mathieu de Roye, de retour de croisade et son épouse, pose en 1238 les fondements d’un couvent de religieuses cisterciennes au lieu-dit l’Hermitage, l'abbaye Notre-Dame de Monchy. Au XVe siècle, l'abbaye est abandonnée et confiée par l'abbé de Cîteaux aux religieux de l'abbaye d'Ourscamp, qui y établissent un prieuré. 
Lors de la guerre de Cent Ans, Guillaume de Flavy fait bâtir une forteresse en bordure de la rivière.

### Temps modernes
Louis III de Crevant transforme ce château en une vaste demeure de style renaissance, qu'aménage somptueusement le maréchal d’Humières au milieu du XVIIe siècle, qui fait dessiner un vaste parc selon les plans de Le Notre et creuser des pièces d’eau dans l’esprit de celles de Versailles. On estime que le château de Mouchy était une merveille du Grand Siècle. Louis XIV néanmoins sa terre de Monchy-Humières en duché par lettres du mois d'août 1690, qui portent que le duché passerait au mari de Julie de Crevant, sa troisième fille.
En 1671, le maréchal d'Humières obtint de Louis XIV la restauration en tant qu'abbaye de femmes, de l'abbaye de Monchy, dont l'activité dure jusqu'à la fermeture des abbayes ordonnée par l'assemblée constituante, en 1790. Elle comptait alors, outre l'abbesse, Marie Marguerite du Passage, vingt religieuses et treize sœurs converses.
En 1666 il existait un camp militaire à Sourche.

Reconstitutions des perspectives du château
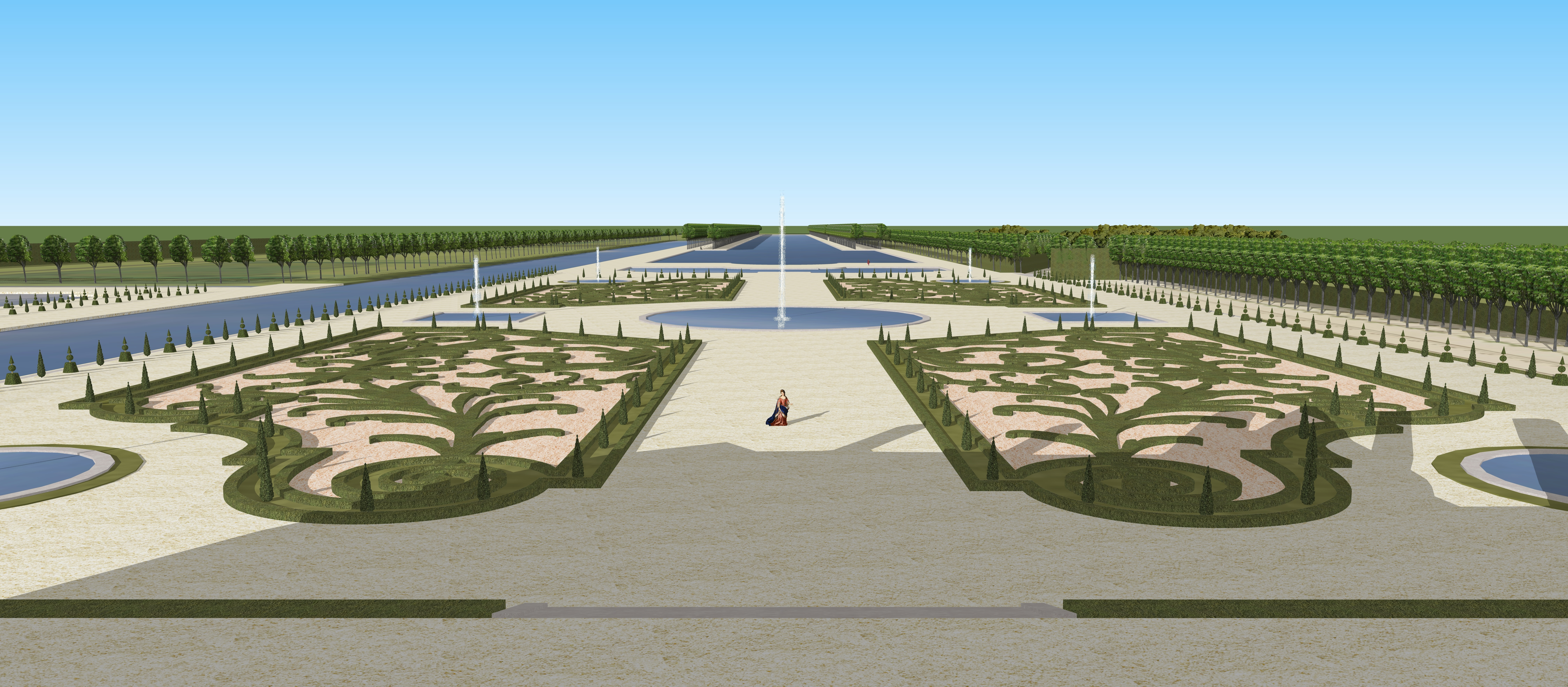
Restitution 3D des jardins disparus du château de Monchy-Humières. État vers 1680.

### Révolution française et Empire
Le château et son domaine sont vendus en deux parties par Antoine VII de Gramont, dernier héritier des d'Humières, suivant deux actes reçus par Me Gibé, notaire à Paris, les 27 et 28 messidor an VIII (17 juillet 1800). 
L’aile orientale et les salles d’honneur sont démolies. Seule subsiste de l’ancienne forteresse une tour à poivrière, intégrée dans l’aile sud-Est restante, face au village.

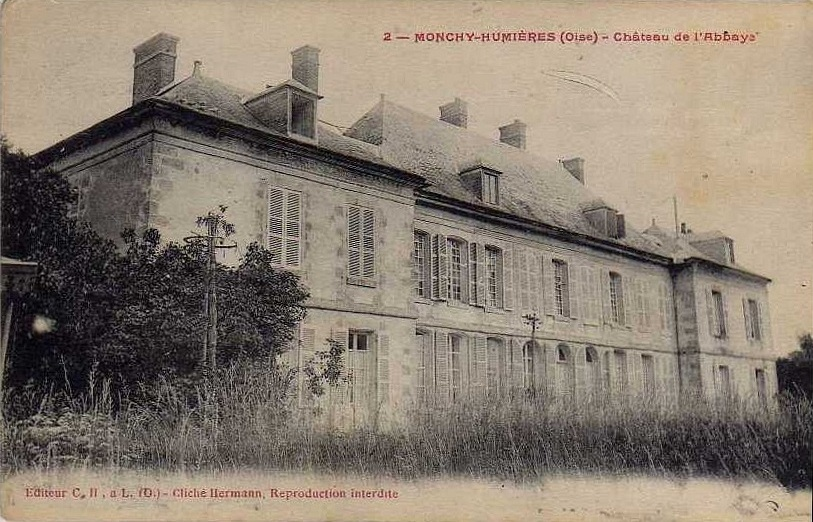
Le Château de l'abbaye, au début du XXe siècle.

L'abbaye, située sur le côté sud-est du parc du château, composée d'une abbatiale et de bâtiments conventuels, est vendue comme bien national en 1792, puis détruite dans les premières années du XIXe siècle. A son emplacement, est bâtie une demeure nommée le château de l'abbaye

### Époque contemporaine

#### Première Guerre mondiale
Le village a été décoré de la Croix de guerre 1914-1918 le 21 février 1921.

## Politique et administration

### Rattachements administratifs et électoraux

#### Rattachements administratifs
La commune se trouve dans l'arrondissement de Compiègne du département de l'Oise.
Après avoir été le chef-lieu d'un fugace canton de Monchi, la commune fait partie depuis 1801 du canton de Ressons-sur-Matz. Dans le cadre du redécoupage cantonal de 2014 en France, cette circonscription administrative territoriale a disparu, et le canton n'est plus qu'une circonscription électorale.

#### Rattachements électoraux
Pour les élections départementales, la commune fait partie depuis 2014 du canton d'Estrées-Saint-Denis.
Pour l'élection des députés, elle fait partie de la sixième circonscription de l'Oise.

### Intercommunalité
Monchy-Humières est membre de la communauté de communes du Pays des Sources, un établissement public de coopération intercommunale (EPCI) à fiscalité propre créé en 1997 et auquel la commune a transféré un certain nombre de ses compétences, dans les conditions déterminées par le code général des collectivités territoriales.

### Liste des maires
| Période                                  | Période                        | Identité             | Étiquette | Qualité                              |
| ---------------------------------------- | ------------------------------ | -------------------- | --------- | ------------------------------------ |
| Les données manquantes sont à compléter. |                                |                      |           |                                      |
|                                          |                                |                      |           |                                      |
| avant 1988                               | mars 2008                      | Bernard Maman        |           | Entrepreneur immobilier              |
| mars 2008                                | juillet 2020                   | Jean-Pierre Vrancken |           | Artisan-commerçant-chef d'entreprise |
| juillet 2020                             | En cours (au 13 décembre 2024) | Arnaud Luisin        |           | Ouvrier qualifié de type industriel  |

## Équipements et services publics
Un espace de coworking, le Coworking Rural de l'Aronde, est aménagé depuis 2023 dans l'ancien bureau de poste de la commune.

### Enseignement
Les enfants de la commune sont scolarisés avec ceux de Baugy (Oise) et de Braisnes-sur-Aronde dans le cadre d'un regroupement pédagogique intercommunal.

## Population et société

### Démographie

#### Évolution démographique
L'évolution du nombre d'habitants est connue à travers les recensements de la population effectués dans la commune depuis 1793. Pour les communes de moins de 10 000 habitants, une enquête de recensement portant sur toute la population est réalisée tous les cinq ans, les populations de référence des années intermédiaires étant quant à elles estimées par interpolation ou extrapolation. Pour la commune, le premier recensement exhaustif entrant dans le cadre du nouveau dispositif a été réalisé en 2006.

En 2022, la commune comptait 776 habitants, en évolution de +3,6 % par rapport à 2016 (Oise : +0,87 %, France hors Mayotte : +2,11 %).
| 1793 | 1800 | 1806 | 1821 | 1831 | 1836 | 1841 | 1846 | 1851 |
| ---- | ---- | ---- | ---- | ---- | ---- | ---- | ---- | ---- |
| 740  | 762  | 777  | 704  | 731  | 696  | 710  | 734  | 740  |

| 1856 | 1861 | 1866 | 1872 | 1876 | 1881 | 1886 | 1891 | 1896 |
| ---- | ---- | ---- | ---- | ---- | ---- | ---- | ---- | ---- |
| 694  | 702  | 732  | 742  | 713  | 665  | 705  | 708  | 715  |

| 1901 | 1906 | 1911 | 1921 | 1926 | 1931 | 1936 | 1946 | 1954 |
| ---- | ---- | ---- | ---- | ---- | ---- | ---- | ---- | ---- |
| 703  | 655  | 628  | 546  | 589  | 559  | 526  | 510  | 581  |

| 1962 | 1968 | 1975 | 1982 | 1990 | 1999 | 2006 | 2011 | 2016 |
| ---- | ---- | ---- | ---- | ---- | ---- | ---- | ---- | ---- |
| 588  | 506  | 505  | 516  | 601  | 592  | 626  | 675  | 749  |

| 2021 | 2022 | - | - | - | - | - | - | - |
| ---- | ---- | - | - | - | - | - | - | - |
| 780  | 776  | - | - | - | - | - | - | - |

#### Pyramide des âges
La population de la commune est relativement jeune. 
En 2018, le taux de personnes d'un âge inférieur à 30 ans s'élève à 34,6 %, soit en dessous de la moyenne départementale (37,3 %). À l'inverse, le taux de personnes d'âge supérieur à 60 ans est de 19,9 % la même année, alors qu'il est de 22,8 % au niveau départemental.
En 2018, la commune comptait 384 hommes pour 392 femmes, soit un taux de 50,52 % de femmes, légèrement inférieur au taux départemental (51,11 %).
Les pyramides des âges de la commune et du département s'établissent comme suit.
| Hommes | Classe d’âge | Femmes |
| ------ | ------------ | ------ |
| 0,5    | 90 ou +      | 1,3    |
| 2,4    | 75-89 ans    | 5,7    |
| 16,1   | 60-74 ans    | 13,7   |
| 19,6   | 45-59 ans    | 21,1   |
| 27,8   | 30-44 ans    | 22,6   |
| 14,3   | 15-29 ans    | 15,9   |
| 19,3   | 0-14 ans     | 19,7   |

| Hommes | Classe d’âge | Femmes |
| ------ | ------------ | ------ |
| 0,5    | 90 ou +      | 1,4    |
| 5,5    | 75-89 ans    | 7,6    |
| 15,6   | 60-74 ans    | 16,3   |
| 20,8   | 45-59 ans    | 20     |
| 19,4   | 30-44 ans    | 19,4   |
| 17,6   | 15-29 ans    | 16,2   |
| 20,6   | 0-14 ans     | 19,1   |

## Culture locale et patrimoine

### Lieux et monuments
- Château de Mouchy, dit aussi château d'Humières, ou château de Monchy-Humières.

- Golf du château d’Humières, aménagé dans le parc du Château de Mouchy[42], de 18 trous situé à la sortie du village en se dirigeant vers Rémy, implanté dans la forêt et les marais du parc d’une propriété datant du XVIIe siècle, sur une surface de 56 hectares, créé en 1987, à l’initiative d’une Japonaise, Masako Ohya[43],[44].

- L'église Saint-Martin, édifiée au XIIe siècle et remaniée aux XVIe et XIXe siècle[20],[45]. Une chapelle latérale contenait le gisant de Jean d’Humières, sculpté par Pierre Bontemps, aujourd'hui au Musée du Louvre,[46],[47],[48].
 Cette église est  Classée MH (1920)[49], ainsi que plusieurs éléments de son décor intérieur[50].

- Le lavoir, situé à la sortie du village en direction de Baugy, le lavoir de Monchy-Humières borde la « rue du Château ». Il est construit sur une berge de l'Aronde (Aronde signifie « hirondelle » en ancien français), et surplombé d'un petit pont de pierre et de brique. L'ouvrage daterait au plus tard des années 1850.

D'après d'anciennes cartes postales, il devait y avoir présence de « bassins » à l'intérieur du lavoir. Ces bacs devaient être remplis d'eau venant de la rivière. En effet à l'époque l'eau de la rivière était plus haute notamment à cause d'écluses présentes en aval pour le fonctionnement des féculeries. De l'autre côté de la rivière, la berge descendait en pente douce et servait ainsi d'abreuvoir.
Il a été restauré en 2007 par un groupe du « Chantier Jeunes » qui l'ont remis en état pendant deux semaines et redécouvert un de ses anciens bacs.
- Promenade aménagée dans le marais, qui présente une grande diversité de milieux humides variés, avec ses mares, cariçaies, roselières inondées, mégaphorbiaies. 
Cette promenade longue de 1,5 km a son origine est à la depuis la passerelle en bois située sur la route entre le bourg de Monchy-Humières et Gournay-sur-Aronde, à proximité du golf[11],[10].

- Ancienne minoterie Moreau, ruelle du Moulin, dont les parties les plus anciennes datent du XVIIIe siècle[51].

- Ancienne sucrerie, avenue du Couvent[52].

### Personnalités liées à la commune

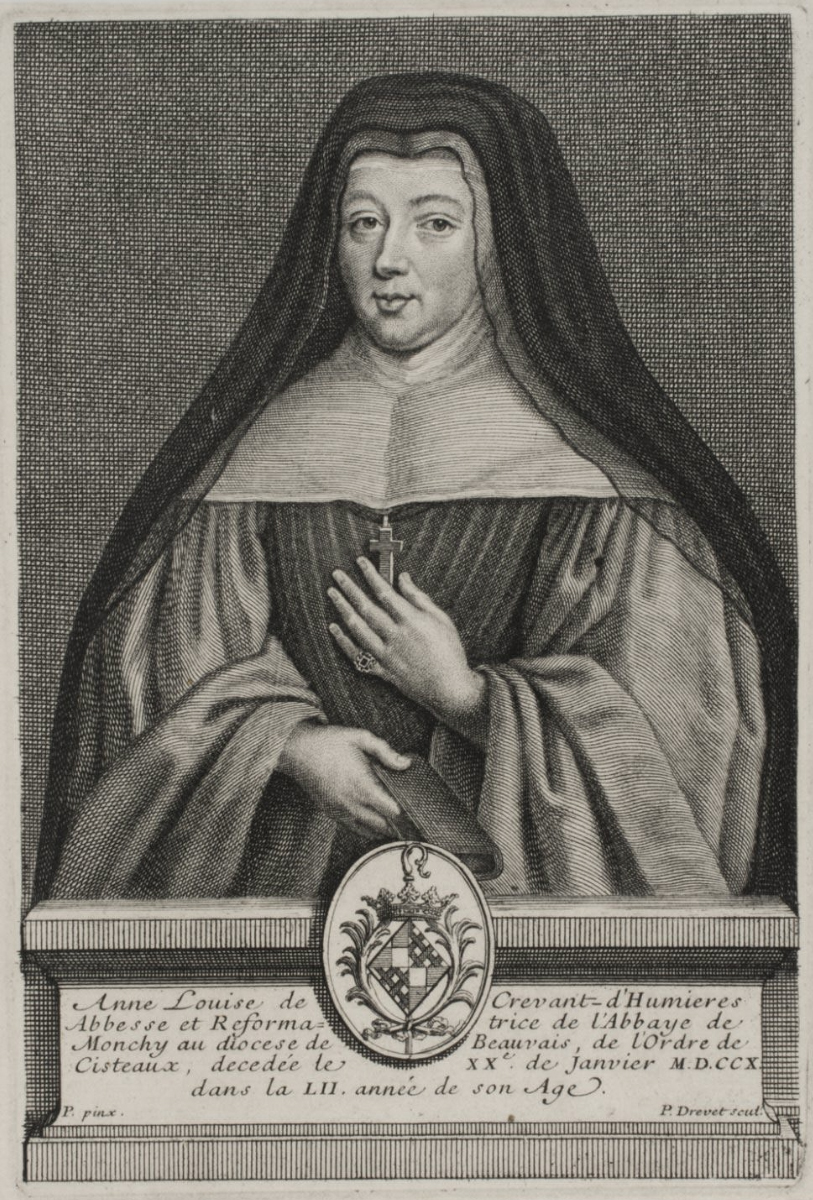
Anne-Louise de Crevant d'Humières.

- Louis de Crevant, duc d’Humières (1628-1694), maréchal de France, développa considérablement le château et son parc, qui aurait été dessiné par Le Nôtre ;

- Élisabeth de Crevant d'Humières, sœur du précédent, première abbesse (1671-1684) du monastère cistercien restauré de Monchy-Humières[53] ;

- Anne-Louise de Crevant d'Humières (1658-1710), nièce de la précédente et fille du maréchal duc d'Humières, deuxième abbesse (1684-1710) du monastère restauré[54] ;
- Michel Félibien (1665-1719), moine bénédictin de la congrégation de Saint-Maur, profès de l'abbaye de Saint-Germain-des-Prés, auteur de La Vie de Madame d'Humières abbesse et réformatrice de l'abbaye de Monchy de l'ordre de Cisteaux, décédée le 20 janvier 1710[55] ;

- Philibert Jean-Baptiste Curial (1774-1829), général de la Révolution et de l'Empire, propriétaire du château, est enterré dans la chapelle de la commune[56].

- Stendhal (1783-1842), écrivain et chroniqueur français, connu en particulier pour ses romans Le Rouge et le Noir et La Chartreuse de Parme, épris de la comtesse Curial, propriétaire du château au début XIXe siècle, séjourne à plusieurs reprises au château[20].